# Jeryl Sasser
Jeryl Sasser, né le 13 février 1979 à Dallas (Texas), aux États-Unis, est un joueur américain de basket-ball. Il évolue au poste d'arrière. Il est le frère du basketteur Jason Sasser.

## Records sur une rencontre en NBA
Les records personnels de Jeryl Sasser en NBA sont les suivants, :
| Type de statistique        | Saison régulière | Saison régulière      | Saison régulière | Playoffs | Playoffs             | Playoffs      |
| Type de statistique        | Record           | Adversaire            | Date             | Record   | Adversaire           | Date          |
| -------------------------- | ---------------- | --------------------- | ---------------- | -------- | -------------------- | ------------- |
| Points                     | 26               | @ Celtics de Boston   | 26 janvier 2003  | 3        | @ Pistons de Détroit | 4 mai 2003    |
| Paniers marqués            | 10               | @ Celtics de Boston   | 26 janvier 2003  | 1        | 2 fois               | 2 fois        |
| Paniers tentés             | 17               | @ Celtics de Boston   | 26 janvier 2003  | 3        | @ Pistons de Détroit | 30 avril 2003 |
| Paniers à 3 points réussis | 3                | @ Celtics de Boston   | 26 janvier 2003  | 1        | @ Pistons de Détroit | 4 mai 2003    |
| Paniers à 3 points tentés  | 5                | @ Celtics de Boston   | 26 janvier 2003  | 2        | @ Pistons de Détroit | 4 mai 2003    |
| Lancers francs réussis     | 6                | @ Suns de Phoenix     | 16 décembre 2002 | -        | -                    | -             |
| Lancers francs tentés      | 7                | @ Suns de Phoenix     | 16 décembre 2002 | -        | -                    | -             |
| Rebonds offensifs          | 6                | @ Suns de Phoenix     | 16 décembre 2002 | 1        | @ Pistons de Détroit | 23 avril 2003 |
| Rebonds défensifs          | 6                | 3 fois                | 3 fois           | 3        | @ Pistons de Détroit | 30 avril 2003 |
| Rebonds totaux             | 11               | @ Suns de Phoenix     | 16 décembre 2002 | 3        | @ Pistons de Détroit | 30 avril 2003 |
| Passes décisives           | 6                | @ Bucks de Milwaukee  | 16 avril 2003    | 1        | @ Pistons de Détroit | 23 avril 2003 |
| Interceptions              | 4                | @ Celtics de Boston   | 26 janvier 2003  | 1        | @ Pistons de Détroit | 23 avril 2003 |
| Contres                    | 1                | 12 fois               | 12 fois          | 1        | @ Pistons de Détroit | 30 avril 2003 |
| Balles perdues             | 3                | @ Pacers de l'Indiana | 22 novembre 2002 | 1        | @ Pistons de Détroit | 4 mai 2003    |
| Minutes jouées             | 46               | @ Celtics de Boston   | 26 janvier 2003  | 9        | @ Pistons de Détroit | 30 avril 2003 |

- Double-double : 2
- Triple-double : 0